# Распебол
Распебол (також відомий як потебол, бол, клубб, кумле, комле, компе) — традиційний норвезький картопляний вареник. Схожа німецька страва називається Kartoffelklöße.
Основним інгредієнтом є очищена картопля, яку натирають або подрібнюють і змішують з борошном, зазвичай ячмінним або пшеничним, щоб кульки злипалися. Залежно від пропорції картопляної м'якоті та різних сортів борошна, продукт матиме різний смак і консистенцію.
Страва більш поширена в південному регіоні (Серланн), де «компе» є найпоширенішою назвою, у західному регіоні (Вестланн), де терміни «распебол», «комле» і «потебол» є найбільш вживаними, і середній регіон (Тренделаг), де його майже завжди називають «клубб». У Вестланді цю страву традиційно споживають у четвер, коли вона часто стає «стравою дня» в кафе та ресторанах, що спеціалізуються на місцевій кухні, широко відомих як «Комле-четвер».
Є велика різноманітність регіональних варіацій страви, а приправи різняться. Це може бути солена і відварна свинина або баранина, бекон, сосиски, розтоплене вершкове масло, варена морква, пюре або варена бруква, сметана, кефір або кисле молоко, в'ялене м'ясо, коричневий сирний соус і навіть відварна картопля. Різновидом распеболу є фіскбол, де рибний фарш, свіжий або солоний, додається до картопляного тіста.